# 卡靈頓鎮區 (北達科他州福斯特縣)
卡靈頓鎮區（英語：Carrington Township）是位於美國北達科他州福斯特縣的一個鎮區。

## 地方資料
卡靈頓鎮區的面積為89.05平方千米，當中陸地面積為88.17平方千米，而水域面積為0.88平方千米。根據2020年美國人口普查的數據，當地共有人口223人，而人口密度為每平方千米2.5人。